# Дуглас, Джеймс, 4-й граф Мортон
Джеймс Дуглас (англ. James Douglas; ок. 1525 — 2 июня 1581), 4-й граф Мортон (с 1553 г.) — крупный государственный деятель Шотландии второй трети XVI века, один из лидеров протестантов и регент Шотландии в 1572—1581 гг. в период несовершеннолетия короля Якова VI.

## Молодые годы
Второй сын Джеймса Дугласа из Питтендрейха (ок. 1490—1552) и Элизабет Дуглас. Джеймс Дуглас, граф Мортон, происходил из одной из младших ветвей дома Дугласов и приходился племянником Арчибальду Дугласу, 6-му графу Ангуса, регенту страны во время малолетства Якова V. После смерти графа Ангуса в 1557 г. Мортон временно оказался главой клана Дугласов, одного из наиболее влиятельных в Шотландии.
Уже в молодости Мортон стал одним из лидеров протестантского движения в Шотландии. В 1557 г. он подписал «Первый союз» протестантских лордов, нацеленный на утверждение в Шотландии новой религии, а в 1559—1560 гг. активно участвовал в протестантской революции.

## Заговоры против Марии Стюарт
Возвращение в страну в 1561 г. католички Марии Стюарт было враждебно встречено Мортоном, однако в восстании графа Морея в 1565 г. он участия не принял: королева смогла некоторыми уступками протестантам обеспечить нейтралитет Мортона. Тем не менее конфликт Марии Стюарт со своим супругом лордом Дарнли, а также усиление при дворе влияния католических советников вызвали в 1566 г. заговор против королевы. Во главе заговора, по всей видимости, стоял граф Мортон, требующий полного запрета на католические богослужения в Шотландии. На его сторону перешёл и муж Марии Стюарт, лорд Дарнли. Кульминацией заговора стало убийство Давида Риччо, итальянского фаворита Марии, 9 марта 1566 г., однако энергичные действия королевы быстро нейтрализовали опасность. Мортон и его сторонники были вызваны на суд в парламент, но успели бежать в Англию.
В 1567 г. Мортон получил королевское помилование и вернулся в Шотландию. Здесь он немедленно стал центром ещё одного заговора, направленного уже против лорда Дарнли, предавшего своих союзников после убийства Риччо. 10 февраля 1567 г. Дарнли был убит при подозрительных обстоятельствах. По некоторым сведениям умирающий принц обвинил в своей смерти Дугласов, то есть Мортона. Однако общественное мнение Шотландии возложило вину за это преступление на неверную жену Дарнли, королеву Марию Стюарт. Мортон присоединился к восстанию баронов против королевы, закончившемуся её свержением 15 мая 1567 г. Джеймс Дуглас участвовал в переговорах об отречении королевы, а затем, вместе с графом Мореем, возглавил правительственные войска, которые разбили в 1568 г. армию Марии в битве при Лангсайде.

## Лидер «партии короля»
Мортон выделялся среди своих современников наиболее последовательной ориентацией на Англию и убежденным протестантизмом. Он стал одним из ближайших советников регента Морея в период его правления в Шотландии (1567—1570 гг.) и организовал публикацию «Писем из ларца» (переписка королевы с её любовником графом Ботвеллом), ставших важнейшим аргументом против реставрации Марии Стюарт. В начавшейся после убийства Морея в январе 1570 г. гражданской войне в Шотландии между сторонниками и противниками свергнутой королевы, Мортон возглавил «партию короля», выступающую против реставрации Марии и за сохранение престола у её сына малолетнего Якова VI. Мортон неоднократно встречался с английской королевой Елизаветой I, стремясь заручиться её поддержкой в подавлении сторонников Марии и окончательном установлении в Шотландии протестантства. Однако долгое время Англия уклонялась от вмешательства в шотландские смуты, опасаясь конфликта с Францией. Лишь резня протестантов в Париже в ночь накануне дня св. Варфоломея (24 августа 1572 г.) заставила Елизавету I заняться умиротворением Шотландии. В то же время, в ноябре 1572 г., после смерти регента графа Мара регентом Шотландии был избран граф Мортон.

## Регент Шотландии

### Окончание гражданских войн
При дипломатической и военной поддержке Англии Мортону удалось 23 февраля 1573 г. организовать примирение с лидерами «партии королевы» графом Хантли и герцогом де Шателеро («Пертское примирение»). 28 мая был взят Эдинбургский замок — последний оплот сторонников Марии Стюарт. Гражданская война была завершена. В Шотландии после десятилетий смут и революций, наконец, воцарился мир. Для регента Мортона создалась уникальная ситуация: внутренние конфликты были потушены, внешние враги в условиях тесного союза с Англией не представляли угрозы.

### Внутренняя политика
Воспользовавшись установившимся спокойствием в стране, Мортон занялся укреплением государственной администрации. Смерть одного за другим практически всех лидеров враждующих шотландских группировок середины XVI века позволила регенту резко усилить королевскую власть. Сочетая политику силы с милосердием к оппозиционерам Мортон смог восстановить законность и институты центральной власти во всех регионах страны. Была введена обязательная для замещения государственных и муниципальных должностей клятва преданности королю и протестантской религии. В 1572—1573 гг. было достигнуто компромиссное решение между интересами церкви и государства: епископальная система сохранялась, однако протестантское духовенство получило относительную самостоятельность в вопросах избрания на церковные должности и вопросах распоряжения церковным имуществом. Фактически благодаря влиянию Мортона шотландская церковь все больше сближалась как в сфере обрядов, так и в сфере организации, с англиканской, что позволяло с уверенностью надеяться на будущее объединение двух британских государств на основе общей религии.

### Внешняя политика
Основу внешней политики регента Мортона составлял союз с Англией. Используя сближение в церковной сфере Мортон настаивал на заключении англо-шотландского оборонительного союза и вел переговоры о предоставлении субсидий Шотландии. Однако в 1570-х гг. королева Англии Елизавета I с пренебрежением относилась к вопросу единства религии, предпочитая союз с католической Францией шотландскому альянсу. Елизавета I практически не вмешивалась во внутренние дела своего северного соседа, упуская возможность оказать помощь Мортону и укрепить позиции умеренного протестантства в Шотландии. В результате в период правления Мортона так и не удалось оформить англо-шотландские отношения в рамках военно-политического союза.

### Рост оппозиции
Компромиссы Мортона в религиозных вопросах не разрешили проблем шотландской церкви. В 1570-х гг. все большую популярность в церковных кругах приобретали идеи Эндрю Мелвилла, выступающего против епископата и за создание системы пресвитерий, децентрализованных органов управления приходами, включающих помимо пасторов и авторитетных мирян. Мортон отверг идеи Мелвилла, заявив, что в Шотландии никогда не будет мира, пока полдюжины таких как он не будут повешены. Нежелание регента идти по пути пресвитерианства постепенно вызвало отторжение от него шотландского духовенства.
В то же время решительные мероприятия Мортона в сфере правопорядка не могли не вызвать определённого недовольства шотландских баронов. Положение усугубляло невнимание регента к финансовым вопросам, приведшее к почти полному оскуднению королевской казны, а также его стремление расставить на основные государственные должности своих родственников. Обесценение монеты, предпринятое Мортоном для решения сиюминутных проблем, вызвало также недовольство горожан и беднейших слоев населения. Популярность регента быстро падала.

## Падение Мортона
Первая угроза правлению Мортона проявилась в 1578 г., когда личные недруги регента графы Атолл и Аргайл воспользовались тем, что королю Якову VI исполнилось двенадцать лет и, захватив подростка, объявили о его совершеннолетии и окончании регентства. Мортону, однако, удалось переиграть заговорщиков, вернуть под свой контроль короля и восстановить власть, позволив, правда, некоторым баронам из партии Атолла и Аргайла войти в состав королевского совета.
Тем не менее взросление Якова VI стало представлять серьёзную проблему для регента. Уже в 1579 г. молодой король официально покинул опеку Мортона и торжественно прибыл в столицу. Воспитанный без отца, в окружении ненависти к своей матери, Марии Стюарт, и находясь под сильным влиянием своего учителя Джорджа Бьюкенена, сторонника дома Ленноксов, юный Яков VI в 1580 г. попал под сильное влияние тридцатилетнего Эсме Стюарта, герцога Леннокса, недавно вернувшегося из Франции. Вокруг Якова и Леннокса постепенно сложился кружок молодых шотландских дворян, не отличающихся особым религиозным рвением и ориентирующихся на блестящий двор короля Франции.
31 декабря 1580 г. по приказу короля граф Мортон был арестован по обвинению в соучастии в убийстве лорда Дарнли в 1567 г., а 2 июня 1581 г. казнен. Англия не пришла на помощь своему давнему союзнику.